# Lycée Janson-de-Sailly
A Lycée Janson-de-Sailly Párizs legnagyobb és Európa egyik legrangosabb főiskolája, 3290 hallgatóval és 624 szakemberrel a 2014-2015-ös tanévben. Egyben a legtöbb középiskolás diákkal rendelkező iskolák közé tartozik Franciaországban, 1245 diákkal, 30 osztályba osztva.
Az épület Párizs 16. kerületében található.

## Ismert diákok
- Henry Bataille (1872–1922), francia drámaíró, költő és litográfus
- Yves de Daruvar (1921–2018), magyar származású francia katonatiszt, köztisztviselő
- Michel Déon (1919–2016), író és dramaturg
- Laurent Fabius (* 1946), politikus
- Edgar Faure (1908–1988), jogász, jogtörténész, politikus
- François Furet (1927–1997), francia történész, a Saint-Simon Alapítvány elnöke
- Jean Gabin (1904–1976), filmszínész
- Valéry Giscard d’Estaing (1926–2020), francia politikus, 1974 és 1981 között az Ötödik Köztársaság 5. elnöke volt
- Julien Green (1900–1998), amerikai író
- Sacha Guitry (1885–1957), színész, rendező, producer, író és drámaíró
- Lionel Jospin (* 1937), politikus, kormányhivatalnok és egyetemi tanár
- Ibrahim Boubacar Keïta (1945–2022), mali politikus
- Michel Leiris (1901–1990), író és etnológus
- Claude Lévi-Strauss (1908–2009), szociológus, etnológus és antropológus
- Roger Martin du Gard (1881–1958), regényíró
- Lennart Meri (1929–2006), észt író, filmrendező és politikus
- Maurice Merleau-Ponty (1908–1961), fenomenológus
- Frédéric Mitterrand (1947–2024), kulturális miniszter, színész és író
- Philippe Noiret (1930–2006), filmszínész
- Matthieu Ricard (* 1946), író
- Szombati Kristóf (*1980), szociológus, politológus, antropológus, zöld aktivista
- Mohammed Zahir (1914–2007), afgán király